# Flammpanzer I
Flammpanzer I – niemiecki improwizowany samobieżny miotacz ognia na podwoziu czołgu PzKpfw I Ausf A. Pojazd powstał poprzez zastąpienie jednego karabinu maszynowego MG 13 plecakowym miotaczem ognia Flammenwerfer 40. Przebudowy dokonali żołnierze 5. Dywizji Lekkiej wchodzącej w skład Afrika Korps. Pojazd był używany podczas walk o Tobruk w 1941 roku.